# Micheletto Corella
Michelotto Corella (Michelotto Coreglia o Michele di Corella o Miquel Corella) fue un condotiero valenciano  nacido en fecha desconocida en la ciudad de Valencia y asesinado en Milán en enero del año 1508.

## Orígenes familiares
En sus Batallas y Quincuagenas, el cronista Gonzalo Fernández de Oviedo identifica a Micalet Corella como "bastardo valenciano de la casa del Conde de Cocentaina", y el escritor Vicente Blasco Ibáñez apunta a que era hijo ilegítimo del mismo señor de Cocentaina, y hermano del legítimo descendiente y futuro conde, Rodrigo Corella, que también residió en Roma y perteneció a la "corte" de Alejandro VI habiéndole otorgado este papa unas rentas de más de dos mil ducados según el testimonio de Oviedo, que estuvo residiendo en Italia entre 1498 y 1502.
Acompañando a su medio hermano, Micalet habría entrado en el entorno de la familia Borgia.

## Al servicio de César Borgia
Conocido como el Verdugo de Valentino, conoció a  César Borgia durante sus estudios en la Universidad de Pisa[cita requerida].
En 1498, se le puede ver en la boda de Lucrecia Borgia y Alfonso de Aragón y Gazela, príncipe de Salerno como paje de hacha de César.
Entre 1499 y 1503, fue persona de confianza del duque Valentino, siendo capitán en su ejército, periodo durante el cual se le atribuyen la ejecución de diversos asesinatos. Participa en varias campañas militares en la Romaña. En marzo de 1503 se identifica como capitani generali de lo fel. exercito dello Illmo S. Duca Valentino - capitán general del felicísimo ejército del ilustrísimo señor Duque Valentino - firmando Michel Corella, gobernando la infantería mientras que Hugo de Moncada se hacía cargo de los hombres de armas del ejército de César.
Tenía asimismo el cargo de capitán de 100 caballos ligeros.
A la muerte del papa Borgia en agosto de 1503, su hijo, y con este, su ejército, perdieron el respaldo de los estados pontificios, debiendo abandonar Roma para garantizar su seguridad ante las represalias emprendidas por los Orsini. A pesar de algunos intentos de retomar sus posiciones en la ciudad en septiembre de 1503, que incluyeron el asalto a la puerta de San Pancracio para entrar en el Trastévere liderada por Micheletto, la muerte de Pío III empujó al partido de los Borgia a dejar nuevamente la ciudad.
El condotiero Gian Paolo Baglioni capturó a Micheletto en diciembre de 1503 mientras iba camino de Perugia a cargo de su compañía de caballería, siendo recluido en Castiglion Fiorentino a disposición de la señoría de Florencia por un breve espacio de tiempo, para después ser enviado a Roma escoltado, donde fue entregado al papa Julio II, el cual daría instrucciones de recluirlo en Tor di Nona o Torre dell'Annona.

### Acusaciones de asesinatos
Durante su reclusión, Micheletto fue interrogado acerca de diversas muertes:
- El asesinato del duque de Gandía Juan de Borja y Cattanei en 1497, la muerte del cual se rumoreaba en Roma había sido un encargo de su propio hermano César.
- El asesinato de Alfonso de Aragón y Gazela, príncipe de Salerno, esposo de la hermana de su amo César, tenido lugar en 1500.
- El asesinato de Bernardino di Niccolò Gaetani de Sermoneta, en el 1500.
- El asesinato de Giulio Cesare Varano, señor de Camerino, y de sus dos hijos Pirro y Venanzio, apresados en julio de 1502 y estrangulados en octubre de ese año.
- El estrangulamiento en Senigallia de los condotieros Oliverotto da Fermo y Vitellozzo Vitelli, el 31 de diciembre de 1502, acusados de traición a César, crimen cometido por Corella con la colaboración de Marco Romano.
- El asesinato de Paolo Orsini y su hijo, así como de Francesco Orsini, duque de Gravina, el 18 de enero de 1503 en Piove di Sacco crimen cometido por Corella con la colaboración de Marco Romano.
- El asesinato de Gaspare Gulfi della Pergola, obispo de Cagli ejecutado en enero de 1503 en plaza pública, tras haber liderado la resistencia a la ocupación de su territorio frente a las tropas lideradas por don Micheletto y Hugo de Moncada.
- El asesinato del señor de Faenza y su hermano bastardo.

## Condotiero en Florencia
Fue liberado en abril de 1506 gracias a la intervención de  Nicolás Maquiavelo, contratado por el Consejo de los Ochenta como capitán de la guardia del condado y distrito de Florencia.
Moriría asesinado en Milán en 1508 a mano de unos campesinos.

## Personaje en ficción televisiva y literaria

### Televisión
- En 1981 en la serie de la BBC The Borgias, interpretado por el actor Maurice O'Connell.
- En 2011 en la serie de Showtime The Borgias, interpretado por Sean Harris. En dicha ficción, Micheletto trabaja como el asesino personal de Cesar Borgia y su ayudante más destacado, siendo uno de los personajes secundarios más importante de la serie

### Literatura
- Cantarella, manga de  You Higuri
- Cesare, manga de Fuyumi Soryo
- Los Borgia de Alejandro Dumas (padre)
- Los Borgia de Mario Puzo
- Los Borgia, cómic de Alejandro Jodorowsky y Milo Manara
- O César o nada de Manuel Vázquez Montalbán
- Prométeme que serás libre de Jorge Molist
- Tiempo de cenizas de Jorge Molist
- En el nombre del poder de Juanjo Braulio

### Juegos
- Micheletto Corella aparece como personaje en Assassin's Creed: Brotherhood.